# Copa América de Basquetebol Masculino de 2003
A Copa América de Basquetebol Masculino de 2003, também conhecida como FIBA Americas Championship, ocorreu entre os dias 20 e 31 de agosto de 2003 em Porto Rico. As partidas ocorreram em San Juan no Coliseu Roberto Clemente. Essa Copa América de Basquetebol Masculino deu 3 vagas para os Jogos Olímpicos de 2004 em Atenas, Grécia. A Seleção estadunidense venceu o torneio, o 5º na sua história até então.

## Participantes
| Grupo A                                    | Grupo B                                                            |
| ------------------------------------------ | ------------------------------------------------------------------ |
| Argentina Canadá México Porto Rico Uruguai | Brasil República Dominicana Estados Unidos Venezuela Ilhas Virgens |

## Primeira fase

### Grupo A
| Time       | Pts | P | V | D | PF  | PC  | Dif |
| ---------- | --- | - | - | - | --- | --- | --- |
| Argentina  | 7   | 4 | 3 | 1 | 359 | 321 | +38 |
| Canadá     | 7   | 4 | 3 | 1 | 377 | 329 | +48 |
| Porto Rico | 6   | 4 | 2 | 2 | 342 | 322 | +20 |
| México     | 6   | 4 | 2 | 2 | 313 | 357 | −44 |
| Uruguai    | 4   | 4 | 0 | 4 | 290 | 352 | −62 |

20 de Agosto de 2003
| Argentina | 89–91 | México     |
| Uruguai   | 78–91 | Porto Rico |

21 de Agosto de 2003
| Uruguai    | 60–91 | Argentina |
| Porto Rico | 79–89 | Canadá    |

22 de Agosto de 2003
| México    | 80–68 | Uruguai |
| Argentina | 94–90 | Canadá  |

23 de Agosto de 2003
| Canadá | 90–84 | Uruguai    |
| México | 70–92 | Porto Rico |

24 de Agosto de 2003
| Canadá     | 108–72 | México    |
| Porto Rico | 80–85  | Argentina |

### Grupo B
| Time                 | Pts | P | V | D | PF  | PC  | Dif  |
| -------------------- | --- | - | - | - | --- | --- | ---- |
| Estados Unidos       | 8   | 4 | 4 | 0 | 432 | 273 | +169 |
| Brasil               | 7   | 4 | 3 | 1 | 376 | 342 | +34  |
| República Dominicana | 6   | 4 | 2 | 2 | 292 | 356 | −64  |
| Venezuela            | 5   | 4 | 1 | 3 | 321 | 356 | −35  |
| Ilhas Virgens        | 4   | 4 | 0 | 4 | 278 | 369 | −91  |

20 de Agosto de 2003
| Venezuela      | 76–78  | República Dominicana |
| Estados Unidos | 110–76 | Brasil               |

21 de Agosto de 2003
| Brasil         | 100–74 | Ilhas Virgens        |
| Estados Unidos | 111–73 | República Dominicana |

22 de Agosto de 2003
| Ilhas Virgens | 65–69 | República Dominicana |
| Venezuela     | 69–98 | Estados Unidos       |

23 de Agosto de 2003
| Ilhas Virgens | 55–113 | Estados Unidos |
| Venezuela     | 89–96  | Brasil         |

24 de Agosto de 2003
| Venezuela            | 87–84  | Ilhas Virgens |
| República Dominicana | 72–104 | Brasil        |

## Quartas de final
Os quatro melhores de cada grupo se juntaram a um grupo das quartas de final. Cada equipe enfrentou as do grupo adversário que também avançaram. Os quatro primeiros, no resultado agregado da primeira fase com as quartas de final, avançam para as semi-finais, que são partidas eliminatórias.
| Time                 | Pts | P | V | D | PF  | PC  | Dif  |
| -------------------- | --- | - | - | - | --- | --- | ---- |
| Estados Unidos       | 16  | 8 | 8 | 0 | 824 | 564 | +260 |
| Argentina            | 13  | 8 | 5 | 3 | 715 | 658 | +57  |
| Canadá               | 13  | 8 | 5 | 3 | 713 | 705 | +8   |
| Porto Rico           | 13  | 8 | 5 | 3 | 657 | 603 | +54  |
| Venezuela            | 12  | 8 | 4 | 4 | 668 | 713 | −45  |
| México               | 12  | 8 | 4 | 4 | 679 | 734 | −55  |
| Brasil               | 11  | 8 | 3 | 5 | 709 | 696 | +13  |
| República Dominicana | 10  | 8 | 2 | 6 | 591 | 730 | −139 |

25 de Agosto de 2003
| México     | 100–91 | República Dominicana |
| Argentina  | 76–74  | Brasil               |
| Porto Rico | 84–59  | Venezuela            |
| Canadá     | 71–111 | Estados Unidos       |

26 de Agosto de 2003
| Venezuela            | 98–95  | México     |
| Estados Unidos       | 94–86  | Argentina  |
| República Dominicana | 61–94  | Porto Rico |
| Brasil               | 97–101 | Canadá     |

27 de Agosto de 2003
| Canadá     | 78–75 | República Dominicana |
| Argentina  | 92–97 | Venezuela            |
| Porto Rico | 72–70 | Brasil               |
| México     | 69–96 | Estados Unidos       |

28 de Agosto de 2003
| Venezuela            | 93–86 (OT) | Canadá     |
| Brasil               | 92–102     | México     |
| República Dominicana | 72–102     | Argentina  |
| Estados Unidos       | 91–65      | Porto Rico |

## Fase final
|  | Semifinais                   | Semifinais                   |     |                              | Final                        | Final |  |
|  |                              |                              |     |                              |                              |       |  |
|  | 30 de Agosto de 2003 – 20:00 |                              |     |                              |                              |       |  |
|  | Argentina                    | 88                           |     |                              |                              |       |  |
|  | Canadá                       | 72                           |     |                              |                              |       |  |
|  |                              |                              |     |                              |                              |       |  |
|  |                              |                              |     |                              | 31 de Agosto de 2003 – 22:00 |       |  |
|  |                              |                              |     |                              | Argentina                    | 73    |  |
|  |                              | Estados Unidos               | 106 |                              |                              |       |  |
|  |                              |                              |     |                              |                              |       |  |
|  |                              |                              |     |                              |                              |       |  |
|  |                              |                              |     |                              | Terceiro lugar               |       |  |
|  | 30 de Agosto de 2003 – 22:00 | 30 de Agosto de 2003 – 22:00 |     | 31 de Agosto de 2003 – 20:00 | 31 de Agosto de 2003 – 20:00 |       |  |
|  | Estados Unidos               | 87                           |     | Canadá                       | 66                           |       |  |
|  | Porto Rico                   | 71                           |     |                              | Porto Rico                   | 79    |  |

## Classificação final
| Clas. | Time                 | Campanha |
| ----- | -------------------- | -------- |
| 1     | Estados Unidos       | 10–0     |
| 2     | Argentina            | 6–4      |
| 3     | Porto Rico           | 6–4      |
| 4     | Canadá               | 5–5      |
| 5     | Venezuela            | 4–4      |
| 6     | México               | 4–4      |
| 7     | Brasil               | 3–5      |
| 8     | República Dominicana | 2–6      |
| 9     | Uruguai              | 0–4      |
| 10    | Ilhas Virgens        | 0–4      |

| Copa América de Basquetebol Masculino de 2003 |
| Estados Unidos                                |
| --------------------------------------------- |
| Estados Unidos Campeão (5° título)            |

- Estados Unidos, Argentina e Porto Rico se classificaram para os Jogos Olímpicos de 2004 em Atenas, Grécia.